# Wydział Nauk Społecznych Uniwersytetu Opolskiego
Wydział Nauk Społecznych Uniwersytetu Opolskiego (WNS UO) – jeden z dwunastu wydziałów Uniwersytetu Opolskiego w Opolu powstały w 1996 roku w wyniku reorganizacji Filologiczno-Historycznego i podzielenia go na wyżej wymieniony oraz Wydział Filologiczny. Jest największym wydziałem na uczelni kształcącym studentów na dziewięciu kierunkach zaliczanych do nauk humanistycznych, na studiach stacjonarnych, wieczorowych oraz niestacjonarnych.
Wydział Nauk Społecznych jest jednostką interdyscyplinarną. W jego ramach znajduje się 8 instytutów. Aktualnie zatrudnionych jest 217 pracowników naukowo-dydaktycznych (z czego 26 na stanowisku profesora zwyczajnego, 52 na stanowisku doktora habilitowanego, 119 na stanowisku doktora).
Wydział współpracuje również z emerytowanymi profesorami, których autorytet wspiera zarówno proces dydaktyczny, jak i przede wszystkim wymianę międzynarodową.
Według stanu na 31 grudnia 2009 roku na wydziale studiuje łącznie 6982 studentów (w tym 3573 na studiach dziennych, 3194 na studiach zaocznych, 215 na studiach wieczorowych) oraz kilkudziesięciu doktorantów, odbywających studia doktoranckie.

## Historia
Wydział Nauk Społecznych Uniwersytetu Opolskiego powstał w 1996 roku jako Wydział Historyczno-Pedagogiczny z wyodrębnienia z Wydziału Filologiczno-Historycznego na podstawie zarządzenia Ministra Edukacji Narodowej z dnia 31 maja tego samego roku w sprawie zmian organizacyjnych w Uniwersytecie Opolskim. Jako samodzielna jednostka organizacyjna działa od 1 października 1996 roku. Obecną nazwę otrzymał 1 września 2016 roku.

## Poczet dziekanów
1. prof. dr hab. Stanisław Gawlik (1996–1999)
2. dr hab. Marek Masnyk (1999–2005)
3. dr hab. Stefan Marek Grochalski (2005–2008)
4. prof. dr hab. Marek Masnyk (2008–2012)
5. dr hab. Janusz Dorobisz (2012–2018)
6. dr hab. Anna Weissbrot-Koziarska (2018–2024)
7. dr hab. Katarzyna Skałacka (od 2024)

## Władze Wydziału
W kadencji 2024–2028:
| Stanowisko        | Imię i nazwisko                   |
| ----------------- | --------------------------------- |
| Dziekan           | dr hab. Katarzyna Skałacka        |
| Zastępca dziekana | dr hab. Iwona Dąbrowska-Jabłońska |

## Kierunki kształcenia
Dostępne kierunki:
- Coaching filozoficzny (studia I stopnia)
- Design i komunikacja społeczna (studia I stopnia)
- Doradztwo filozoficzne z mentoringiem (studia II stopnia)
- Historia (studia I i II stopnia)
- Historia i teraźniejszość 40+ (studia I stopnia)
- Muzykologia (studia I i II stopnia)
- Pedagogika (studia I i II stopnia)
- Pedagogika przedszkolna i wczesnoszkolna (studia jednolite magisterskie)
- Pedagogika specjalna (studia jednolite magisterskie)
- Praca socjalna (studia I i II stopnia)
- Psychologia (studia jednolite magisterskie)
- Socjologia (studia I i II stopnia)

## Struktura organizacyjna

### Instytut Historii
Dyrektor: dr hab. Tomasz Ciesielski
- Katedra Historii Powszechnej i Polski do końca XVIII w.
- Katedra Historii Powszechnej i Polski XIX w. i Najnowszej
- Katedra Dydaktyki, Nauk Wspomagających i Popularyzacji Historii
- Katedra Muzykologii
- Katedra Historii Kultury i Sztuki
- Katedra Filozofii

### Instytut Nauk Pedagogicznych
Dyrektor: dr hab. Edward Nycz
- Katedra Nauk Socjologicznych
- Katedra Metodologii Badań Społecznych i Myśli Pedagogicznej
- Katedra Teorii Wychowania i Pedagogiki Szkolnej
- Katedra Pedagogiki Specjalnej
- Katedra Pedagogiki Społecznej

### Instytut Psychologii
Dyrektor: prof. dr hab. Aleksandra Rogowska
- Katedra Psychologii Ogólnej i Pracy
- Katedra Psychologii Różnic Indywidualnych
- Katedra Psychologii Zdrowia i Jakości Życia
- Katedra Społecznej Psychologii Klinicznej